# Tour de France de 2009
Tour de France 2009 foi a nonagésima-sexta edição da Tour de France, a mais tradicional competição ciclística realizada na França. A prova foi realizada entre os dias 4 e 26 de julho de 2009.
A cerimônia de apresentação do Tour de France 2009 aconteceu no "Palais des Congrès" de Paris, e simbolicamente marcou o início da competição. O mapa, o calendário com datas e etapas foram apresentados por Christian Prudhomme, diretor do Tour, com a presença do príncipe Alberto II de Mônaco, representando a cidade onde foi iniciada a prova.
Os três últimos vencedores, Carlos Sastre (2008), Alberto Contador (2007) e Oscar Pereiro (2006) também estiveram presentes.

## Percurso

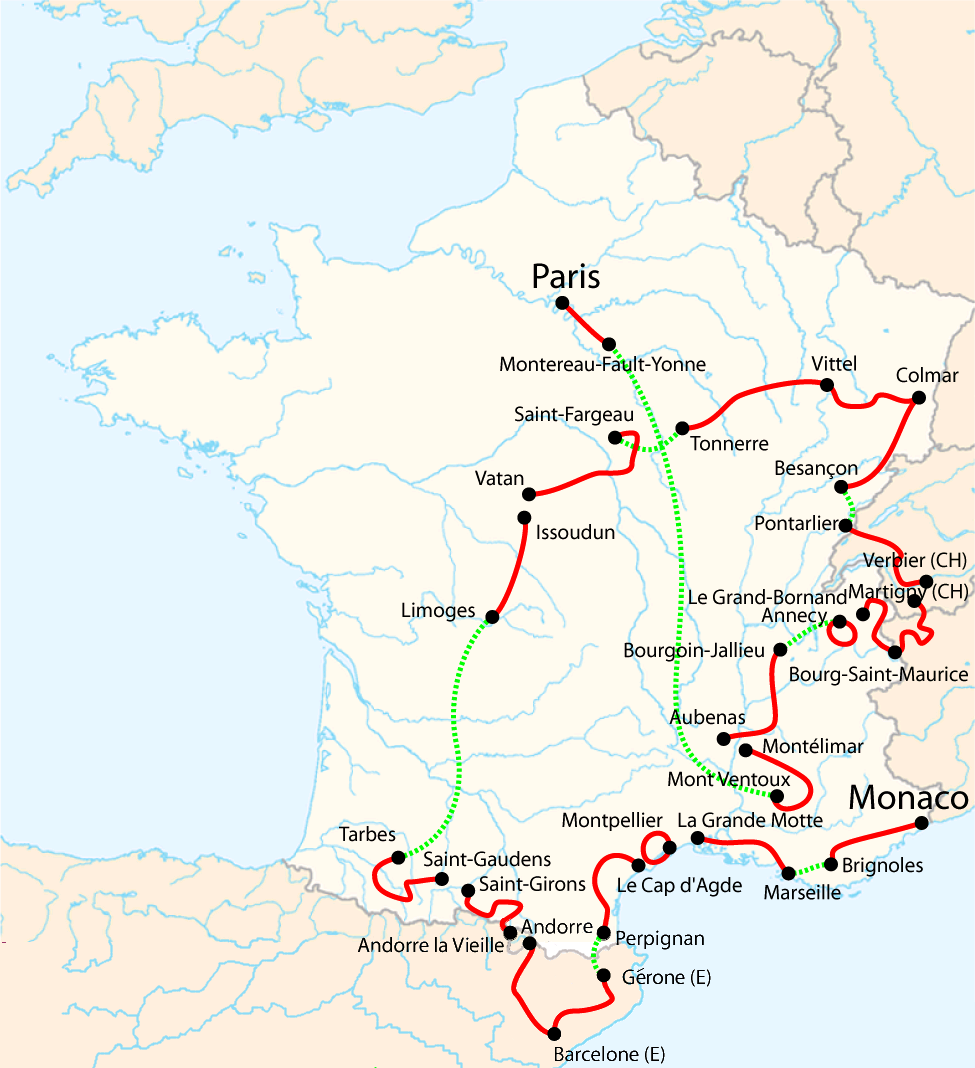
Mapa das etapas do Tour de France 2009.

O percurso foi de 3445 km, divididos em vinte e uma etapas.
Características das etapas
- 10 etapas com percurso planas,
- 7 etapas de montanha,
- 1 etapa acidentada,
- 2 provas contra-relógio individual,
- 1 etapa contra-relógio por equipes.

Peculiaridades da corrida
- 3 chegadas em montanha
- 2 dias de descanso,
- 55 quilômetros de prova contra-relógio individual.

A largada aconteceu no Principado de Mônaco, e desta forma a competição retornou a esta cidade, como já havia acontecido nos anos de 1939, 1952, 1953, 1955 e 1964.
A cidade de Andorra la Vella, no Principado de Andorra, também foi visitada na oitava etapa. Gerona e Barcelona, localizadas na Espanha, assim como Martigny e Verbier, localizadas na Suíça, foram as cidades não francesas do Circuito de 2009.
As cidades francesas de Brignoles, Issoudun, Saint-Fargeau, Tonnerre e Vatan foram pela primeira vez sede de uma etapa do Tour.
A chegada, como tradicionalmente acontece, foi em Paris, nos Champs-Élysées.

## Etapas
| Etapa | Data     | Largada               | Chegada              | km       | Tipo     | Tipo          | Vencedor           | Líder geral       |
| ----- | -------- | --------------------- | -------------------- | -------- | -------- | ------------- | ------------------ | ----------------- |
| 1     | 4 Julho  | Monaco                | Monaco               | 15       |          | CR indivudal  | Fabian Cancellara  | Fabian Cancellara |
| 2     | 5 Julho  | Monaco                | Brignoles            | 182      |          | Plano         | Mark Cavendish     | Fabian Cancellara |
| 3     | 6 Julho  | Marseille             | La Grande-Motte      | 196      |          | Plano         | Mark Cavendish     | Fabian Cancellara |
| 4     | 7 Julho  | Montpellier           | Montpellier          | 38       |          | CR equipes    | Astana             | Fabian Cancellara |
| 5     | 8 Julho  | Le Cap d'Agde         | Perpignan            | 197      |          | Plano         | Thomas Voeckler    | Fabian Cancellara |
| 6     | 9 Julho  | Gerona                | Barcelona            | 175      |          | Plano         | Thor Hushovd       | Fabian Cancellara |
| 7     | 10 Julho | Barcelona             | Andorra              | 224      |          | Montanha      | Brice Feillu       | Rinaldo Nocentini |
| 8     | 11 Julho | Andorra la Vella      | Saint-Girons         | 176      |          | Montanha      | Luis Leon Sanchez  | Rinaldo Nocentini |
| 9     | 12 Julho | Saint-Gaudens         | Tarbes               | 160      |          | Montanha      | Pierrick Fédrigo   | Rinaldo Nocentini |
| -     | 13 Julho | Descanso              | Descanso             | Descanso | Descanso | Descanso      | Descanso           | Descanso          |
| 10    | 14 Julho | Limoges               | Issoudun             | 193      |          | Plano         | Mark Cavendish     | Rinaldo Nocentini |
| 11    | 15 Julho | Vatan                 | Saint-Fargeau        | 192      |          | Plano         | Mark Cavendish     | Rinaldo Nocentini |
| 12    | 16 Julho | Tonnerre              | Vittel               | 200      |          | Plano         | Nicki Sørensen     | Rinaldo Nocentini |
| 13    | 17 Julho | Vittel                | Colmar               | 200      |          | Intermediário | Heinrich Haussler  | Rinaldo Nocentini |
| 14    | 18 Julho | Colmar                | Besançon             | 199      |          | Plano         | Serguei Ivanov     | Rinaldo Nocentini |
| 15    | 19 Julho | Pontarlier            | Verbier              | 207      |          | Montanha      | Alberto Contador   | Alberto Contador  |
| -     | 20 Julho | Descanso              | Descanso             | Descanso | Descanso | Descanso      | Descanso           | Descanso          |
| 16    | 21 Julho | Martigny              | Bourg-Saint-Maurice  | 160      |          | Montanha      | Mikel Astarloza    | Alberto Contador  |
| 17    | 22 Julho | Bourg-Saint-Maurice   | Le Grand-Bornand     | 169      |          | Montanha      | Fränk Schleck      | Alberto Contador  |
| 18    | 23 Julho | Annecy                | Annecy               | 40       |          | CR individual | Alberto Contador   | Alberto Contador  |
| 19    | 24 Julho | Bourgoin-Jallieu      | Aubenas              | 195      |          | Plano         | Mark Cavendish     | Alberto Contador  |
| 20    | 25 Julho | Montélimar            | Mont Ventoux         | 167      |          | Montanha      | Juan Manuel Gárate | Alberto Contador  |
| 21    | 26 Julho | Montereau-Fault-Yonne | Paris Champs-Élysées | 160      |          | Plano         | Mark Cavendish     | Alberto Contador  |

### Detalhes das etapas
- Etapas do Tour de France 2009

## Evolução dos líderes
| Etapa (Ganhador)               | Classificação geral | Classificação por pontos | Classificação montanha | Classificação dos jovens | Classificação por equipes |
| ------------------------------ | ------------------- | ------------------------ | ---------------------- | ------------------------ | ------------------------- |
| 1ª etapa (Fabian Cancellara)   | Fabian Cancellara   | Fabian Cancellara        | Alberto Contador       | Roman Kreuziger          | Equipe Astana             |
| 2ª etapa (Mark Cavendish)      | Fabian Cancellara   | Mark Cavendish           | Jussi Veikkanen        | Roman Kreuziger          | Equipe Astana             |
| 3ª etapa (Mark Cavendish)      | Fabian Cancellara   | Mark Cavendish           | Jussi Veikkanen        | Tony Martin              | Equipe Astana             |
| 4ª etapa ( Equipe Astana)      | Fabian Cancellara   | Mark Cavendish           | Jussi Veikkanen        | Tony Martin              | Equipe Astana             |
| 5ª etapa (Thomas Voeckler)     | Fabian Cancellara   | Mark Cavendish           | Jussi Veikkanen        | Tony Martin              | Equipe Astana             |
| 6ª etapa (Thor Hushovd)        | Fabian Cancellara   | Mark Cavendish           | Stéphane Augé          | Tony Martin              | Equipe Astana             |
| 7ª etapa (Brice Feillu)        | Rinaldo Nocentini   | Mark Cavendish           | Brice Feillu           | Tony Martin              | Equipe Astana             |
| 8ª etapa (Luis Leon Sanchez)   | Rinaldo Nocentini   | Thor Hushovd             | Christophe Kern        | Tony Martin              | AG2R La Mondiale          |
| 9ª etapa (Pierrick Fédrigo)    | Rinaldo Nocentini   | Thor Hushovd             | Egoi Martínez          | Tony Martin              | AG2R La Mondiale          |
| 10ª etapa (Mark Cavendish)     | Rinaldo Nocentini   | Thor Hushovd             | Egoi Martínez          | Tony Martin              | AG2R La Mondiale          |
| 11ª etapa (Mark Cavendish)     | Rinaldo Nocentini   | Mark Cavendish           | Egoi Martínez          | Tony Martin              | AG2R La Mondiale          |
| 12ª etapa (Nicki Sørensen)     | Rinaldo Nocentini   | Mark Cavendish           | Egoi Martínez          | Tony Martin              | Team Saxo Bank            |
| 13ª etapa (Heinrich Haussler)  | Rinaldo Nocentini   | Thor Hushovd             | Franco Pellizottii     | Tony Martin              | Team Saxo Bank            |
| 14ª etapa (Serguei Ivanov)     | Rinaldo Nocentini   | Thor Hushovd             | Franco Pellizottii     | Tony Martin              | AG2R La Mondiale          |
| 15ª etapa (Alberto Contador)   | Alberto Contador    | Thor Hushovd             | Franco Pellizottii     | Andy Schleck             | Equipe Astana             |
| 16ª etapa (Mikel Astarloza)    | Alberto Contador    | Thor Hushovd             | Franco Pellizottii     | Andy Schleck             | Equipe Astana             |
| 17ª etapa (Fränk Schleck)      | Alberto Contador    | Thor Hushovd             | Franco Pellizottii     | Andy Schleck             | Equipe Astana             |
| 18ª etapa (Alberto Contador)   | Alberto Contador    | Thor Hushovd             | Franco Pellizottii     | Andy Schleck             | Equipe Astana             |
| 19ª etapa (Mark Cavendish)     | Alberto Contador    | Thor Hushovd             | Franco Pellizottii     | Andy Schleck             | Equipe Astana             |
| 20ª etapa (Juan Manuel Gárate) | Alberto Contador    | Thor Hushovd             | Franco Pellizottii     | Andy Schleck             | Equipe Astana             |
| 21ª etapa (Mark Cavendish)     | Alberto Contador    | Thor Hushovd             | Franco Pellizottii     | Andy Schleck             | Equipe Astana             |
| Final                          | Alberto Contador    | Thor Hushvod             | Egoi Martínez          | Andy Schleck             | Astana (Casaquistão)      |

## Classificações finais
|     | Ciclista             | Equipe             | Tempo       |
| --- | -------------------- | ------------------ | ----------- |
| 1   | Alberto Contador     | Astana             | 85h 48' 35" |
| 2   | Andy Schleck         | Saxo Bank          | + 4' 11"    |
| DSQ | Lance Armstrong      | Astana             | + 5' 24"    |
| 3   | Bradley Wiggins      | Garmin-Slipstream  | + 6' 01"    |
| 4   | Fränk Schleck        | Saxo Bank          | + 6' 04"    |
| 5   | Andreas Klöden       | Astana             | + 6' 42"    |
| 6   | Vincenzo Nibali      | Liquigas           | + 7' 35"    |
| 7   | Christian Vandevelde | Garmin-Slipstream  | + 12' 04"   |
| 8   | Roman Kreuziger      | Liquigas           | + 14' 16"   |
| 9   | Christophe Le Mével  | Française des Jeux | + 14' 25"   |
| 10  | Sandy Casar (FRA)    | Française des Jeux | + 17' 19"   |

|     | Ciclista           | Equipe                | Pontos |
| --- | ------------------ | --------------------- | ------ |
| DSQ | Franco Pellizotti  | Liquigas              | 210    |
| 1   | Egoi Martínez      | Euskaltel-Euskadi     | 135    |
| 3   | Alberto Contador   | Astana                | 126    |
| 4   | Andy Schleck       | Saxo Bank             | 111    |
| 5   | Pierrick Fédrigo   | Bbox Bouygues Telecom | 99     |
| 6   | Christophe Kern    | Cofidis               | 89     |
| 7   | Fränk Schleck      | Saxo Bank             | 88     |
| DSQ | Mikel Astarloza    | Euskaltel-Euskadi     | 86     |
| 9   | Juan Manuel Garate | Rabobank              | 86     |
| 10  | Sandy Casar        | Française des Jeux    | 84     |

|     | Ciclista           | Equipe            | Pontos |
| --- | ------------------ | ----------------- | ------ |
| 1   | Thor Hushovd       | Cervélo TestTeam  | 280    |
| 2   | Mark Cavendish     | Team Columbia-HTC | 270    |
| 3   | Gerald Ciolek      | Team Milram       | 148    |
| 4   | José Joaquín Rojas | Caisse d'Epargne  | 126    |
| 5   | Nicolas Roche      | Ag2r-La Mondiale  | 122    |
| 6   | Óscar Freire       | Rabobank          | 119    |
| 7   | Tyler Farrar       | Garmin-Slipstream | 110    |
| DSP | Franco Pellizotti  | Liquigas          | 104    |
| 9   | Alberto Contador   | Astana            | 101    |
| 10  | Andreas Klöden     | Astana            | 89     |

|    | Ciclista             | Equipe                | Tempo        |
| -- | -------------------- | --------------------- | ------------ |
| 1  | Andy Schleck         | Saxo Bank             | 85h 52′ 46"  |
| 2  | Vincenzo Nibali      | Liquigas              | + 3' 24″     |
| 3  | Roman Kreuziger      | Liquigas              | + 10' 05″    |
| 4  | Pierre Rolland       | Bbox Bouygues Telecom | + 33' 33″    |
| 5  | Nicolas Roche        | Ag2r-La Mondiale      | + 34' 09″    |
| 6  | Brice Feillu         | Agritubel             | + 37' 03″    |
| 7  | Peter Velits         | Team Milram           | + 42' 24″    |
| 8  | Chris Anker Sørensen | Saxo Bank             | + 45' 36″    |
| 9  | Tony Martin          | Team Columbia-HTC     | + 50' 53″    |
| 10 | Yury Trofimov        | Bbox Bouygues Telecom | + 1h 04′ 50″ |

| Pos. | Equipe             | Tempo        |
| ---- | ------------------ | ------------ |
| 1    | Astana             | 243h 56' 04" |
| 2    | Garmin-Slipstream  | + 22' 35"    |
| 3    | Saxo Bank          | + 28' 34"    |
| 4    | Ag2r-La Mondiale   | + 31' 47"    |
| 5    | Liquigas           | + 43' 31"    |
| 6    | Euskaltel-Euskadi  | + 58' 05"    |
| 7    | Française des Jeux | + 1h 01' 48" |
| 8    | Cofidis            | + 1h 05' 34" |
| 9    | Team Katusha       | + 1h 13' 57" |
| 10   | Agritubel          | + 1h 20' 38" |

| Pos. | Equipe                  | Premiação |
| ---- | ----------------------- | --------- |
| 1    | Astana                  | €697,050  |
| 2    | Saxo Bank               | €362,850  |
| 3    | Liquigas                | €156,360  |
| 4    | Garmin-Slipstream       | €151,870  |
| 5    | Team Columbia-High Road | €102,300  |
| 6    | Cervélo TestTeam        | €86,710   |
| 7    | Bbox Bouygues Telecom   | €63,470   |
| 8    | Ag2r-La Mondiale        | €54,730   |
| 9    |                         |           |
| 10   |                         |           |

## Equipes
| - Estados Unidos Garmin-Slipstream Columbia-High Road - França AG2R La Mondiale Agritubel BBox Bouygues Telecom Cofidis La Française des Jeux - Itália Lampre-Fondital Liquigas | - Alemanha Team Milram - Bélgica Quick-Step Silence-Lotto - Dinamarca Saxo Bank - Espanha Caisse d'Épargne Euskaltel-Euskadi | - Cazaquistão Astana - Países Baixos Rabobank Skil-Shimano - Rússia Katusha - Suíça Cervélo TestTeam |

## A  volta do grande campeão

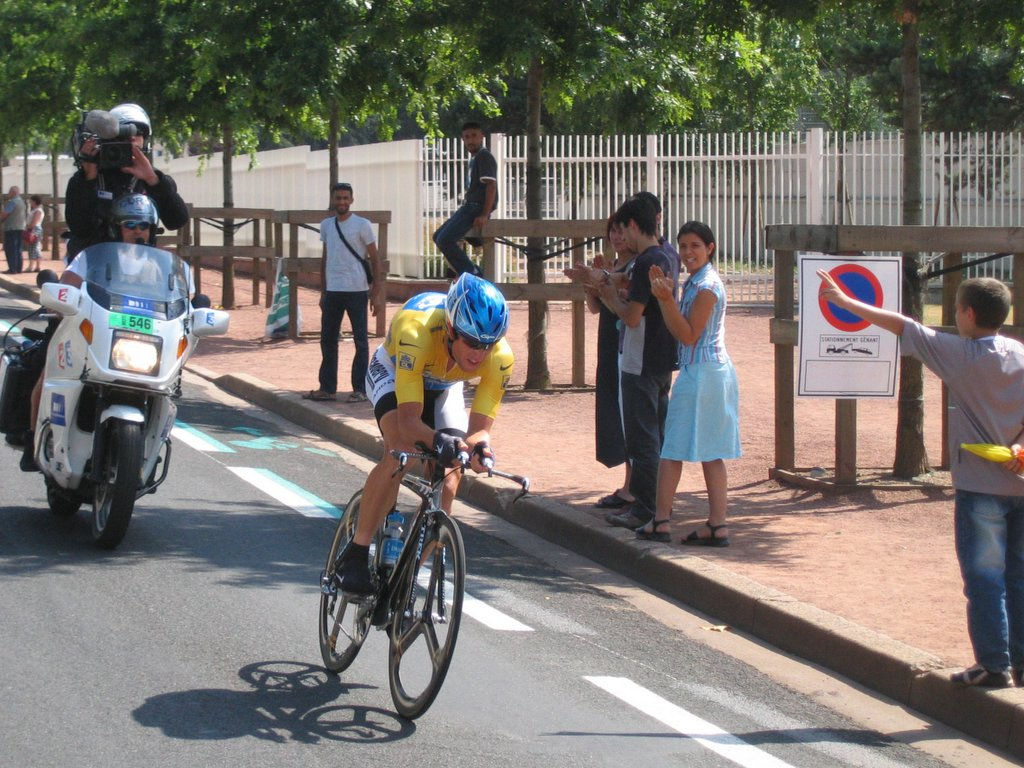
Lance Armstrong Tour 2005 - Saint-Étienne

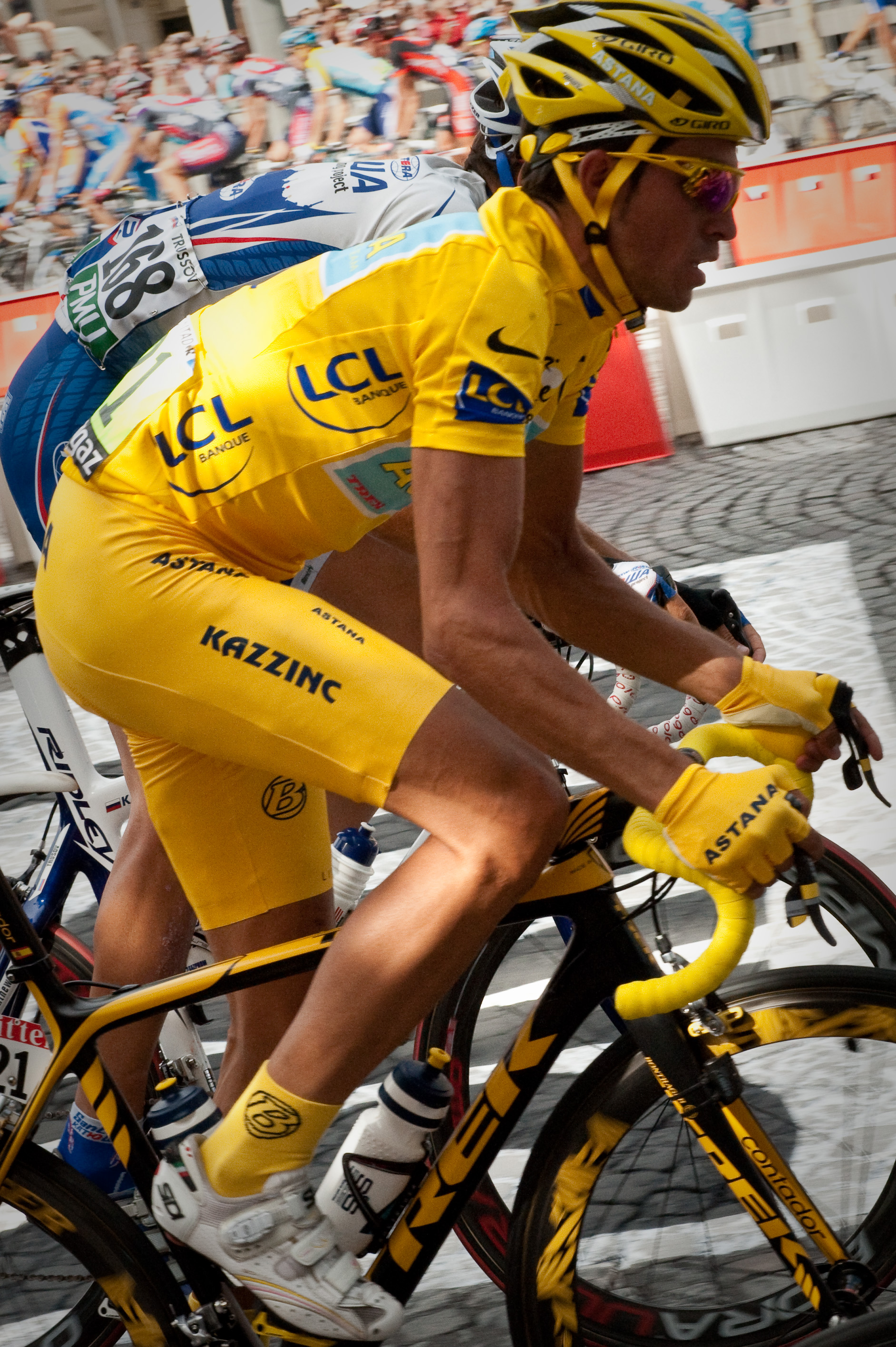
Alberto Contador vencedor do Tour de France 2009

O ciclista norte-americano Lance Armstrong, vencedor do Tour de France sete vezes (1999, 2000, 2001, 2002, 2003, 2004 e 2005), desistiu da aposentadoria para disputar a competição mais uma vez em 2009. Com 37 anos de idade, ele afirmou que seu retorno teve como principal objetivo aumentar a luta contra o câncer no mundo. Após superar a doença, ele fundou a "Lance Armstrong Foundation", que se dedica inteiramente no combate ao câncer.
Armstrong não conseguiu nenhum resultado expressivo desde que recomeçou a competir em janeiro de 2009, e acabou sofrendo um acidente onde quebrou a clavícula e teve que ficar algum tempo sem treinar; disputou o Giro d'Italia pela primeira vez e terminou a prova 12ª posição.
Lance Armstrong teve quatro controlos antidoping positivos na Volta a França de 1999 com análises que acusaram a presença de corticosteroides positivas, nos dias 4, 14, 15 e 21 de julho.

## Pré-favoritos
| Ciclista         | Equipe           | Notas                               | Posição final (tempo) |
| ---------------- | ---------------- | ----------------------------------- | --------------------- |
| Lance Armstrong  | Astana           | 7 vezes campeão do Tour de France   | 3º (+ 05' 24")        |
| Alberto Contador | Astana           | Campeão do Tour de France 2007      | 1º (85h 48' 35")      |
| Cadel Evans      | Silence-Lotto    | 2º lugar no Tour 2007 e Tour 2008   | 30º (+ 45' 24")       |
| Denis Menchov    | Rabobank         | Campeão do Giro d'Italia 2009       | 51º (+ 1h 17' 04")    |
| Carlos Sastre    | Cervélo TestTeam | Campeão do Tour de France 2008      | 17º (+ 26' 21")       |
| Andy Schleck     | Saxo Bank        | Melhor jovem do Tour de France 2008 | 2º (+ 04' 11")        |

| Não terminou |

| Terminou entre os 5 primeiros |